# Erik Zuiderweg
Erik R. P. Zuiderweg (sinh ngày 28 tháng 2 (hoặc tháng 3) năm 1950) là một nhà hóa sinh người Mỹ, hiện là giảng viên tại Đại học Michigan và là hội viên của Hiệp hội vì Sự tiến bộ của Khoa học Hoa Kỳ.